# Гламбоката (Арђеш)
Гламбоката (рум. Glâmbocata) насеље је у Румунији у округу Арђеш у општини Леордени. Oпштина се налази на надморској висини од 220 m.

## Становништво
Према подацима из 2002. године у насељу је живело 432 становника, од којих су сви румунске националности.